# Gerhard Mair
Gerhard Mair, né le 27 mai 1942 et mort le 15 avril 2004, est un joueur de football professionnel autrichien, qui évoluait comme gardien de but.
Il débute dans les divisions régionales autrichiennes, et passe ensuite sa carrière professionnelle entre deux clubs belges, le FC Bruges et Anderlecht, passant deux fois dans chaque. Il prend sa retraite en 1973, n'ayant joué aucun match officiel sur les trois dernières saisons de sa carrière à la suite d'une blessure. Gerhard Mair a été deux fois champion de Belgique avec Anderlecht.

## Carrière
Gerhard Mair débute au Wacker Innsbruck, qui évolue à l'époque en Regionnaliga West, une des ligues régionales au deuxième niveau hiérarchique du football autrichien. En 1964, il remporte le titre dans sa série, permettant au club de rejoindre la Bundesliga autrichienne. Recruté par le FC Bruges, un club belge en pleine construction, il n'accompagne pas ses coéquipiers à l'échelon supérieur.
À Bruges, il est troisième gardien, derrière l'indétrônable Fernand Boone et le hongrois Sandor Baranyai. Ce dernier se donne la mort quelques mois après l'arrivée de Mair au club, qui devient de facto second gardien. Il n'a que peu l'occasion de s'exprimer, et ne dispute que huit matches sur la saison. Il est alors prêté pour deux ans au RSC Anderlecht, comme doublure pour Jean Trappeniers. Il ne joue pas beaucoup non plus dans le club de la capitale, mais remporte néanmoins deux titres de champion de Belgique.
En 1967, Gerhard Mair retourne à Bruges, où il reste le gardien réserviste. Il ne joue qu'un match en deux ans, et quitte le club définitivement en 1969 pour repartir à Anderlecht. Il y est cette fois troisième gardien, derrière le titulaire habituel Jean Trappeniers et Hugo Van den Bossche. Il ne dispute qu'un match lors de sa première saison, puis ne joue plus aucune rencontre officielle. En 1973, il décide de prendre sa retraite sportive à la suite d'une blessure.
Durant son passage en Belgique, il épouse Aimée Bosteels, dont la famille tient une société de transports. Il participe à plusieurs étapes du Paris-Dakar avec des membres de sa belle-famille. Après l'arrêt de sa carrière, il s'installe à Halluin, dans le nord de la France à la frontière belge.[réf. nécessaire]
Il décède à l'hôpital de Tourcoing le 15 avril 2004, à l'âge de 61 ans. Il a eu deux enfants et cinq petits-enfants.

### Palmarès
- 2 fois champion de Belgique en 1966 et 1967 avec le RSC Anderlecht.